# Wormser Edikt

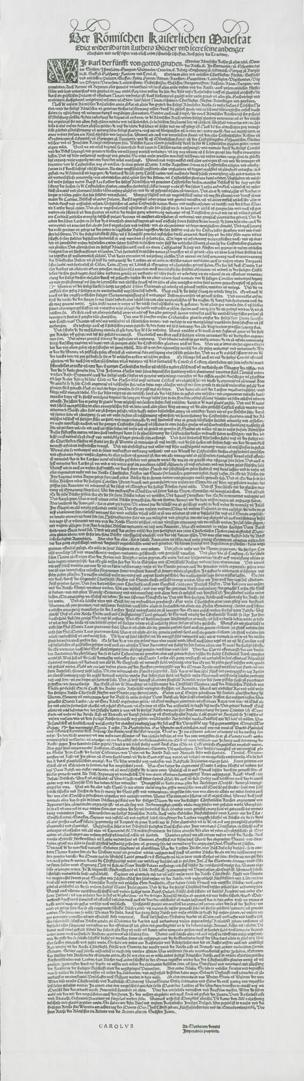
Wormser Edikt als Anschlag-Plakat

Das Wormser Edikt war ein Erlass Karls V., mit dem 1521 über Martin Luther die Reichsacht verhängt und die Lektüre und Verbreitung seiner Schriften verboten wurde. Luther selbst sollte von jedermann, der seiner habhaft werden konnte, an Rom ausgeliefert werden, und es war verboten, ihn zu beherbergen.

## Vorgeschichte

### Voraussetzungen
Papst Leo X. hatte am 24. Juli 1520 die Bannandrohungsbulle „Exsurge Domine“ erlassen, die Luther aufforderte, binnen 60 Tagen nach der Zustellung 41 dort aufgeführte Lehrsätze zu widerrufen, andernfalls wurde ihm der Kirchenbann angedroht. Außerdem sollten die Schriften Luthers eingesammelt und verbrannt werden.
Die Bannbulle selbst, „Decet Romanum Pontificem“, die Luther exkommunizierte, wurde unter dem 28. Januar 1521 ausgefertigt. Der päpstliche Nuntius, Hieronymus Aleander, hielt sie am 18. Januar 1521 in Worms in Händen. Da ihr Inhalt aber nicht in das politische Vorfeld des kommenden Reichstags in Worms passte, versuchte er zunächst weder, sie Martin Luther zuzustellen – nur dadurch wäre sie rechtskräftig geworden – noch sie zu veröffentlichen. Letzteres geschah erst im Oktober 1521, also weit nach dem Ende des Reichstags.
Im mittelalterlichen Herrschaftsverständnis war der deutsche König und Kaiser Vogt der Kirche, musste sie schützen, im Einklang mit ihr handeln und damit eine kirchliche Bannbulle mit einer Reichsacht flankieren.

### Reichstag 1521
Auf dem Reichstag agierte Karl V. mit einer doppelten Strategie: Zum einen versuchte er Martin Luther zu einem Widerruf zu bewegen und gewährte ihm dazu freies Geleit. So kam es zu dem berühmten Auftritt Luthers vor dem Reichstag in Worms.
Zum anderen versuchte er parallel ein Mandat gegen Luther zu erlassen, was aber nur in Übereinstimmung mit den Reichsständen geschehen konnte. Auch wollte der Kaiser die Verantwortung ungern alleine übernehmen, sondern die Reichsstände einbinden. Diese aber waren gespalten und tendierten wegen des kirchenkritischen Ansatzes, den sie teilten, eher zu Luthers Seite, auf der auch die öffentliche Meinung ganz überwiegend stand. Die Reichsstände ließen so zwei Entwürfe des Kaisers für ein entsprechendes Mandat auflaufen.
So sprach Karl V. am 6. März 1521 die Vorladung an Luther nach Worms bei sicherem Geleit aus. Parallel veröffentlichte er aber – nun ohne Beteiligung der Stände – am 26. oder 27. März 1521 ein „Sequestrationsmandat“: Luthers Schriften sollten eingezogen und vernichtet werden. Faktisch war das eine Vorverurteilung.
In seinen Anhörungen am 17. und 18. April 1521 bestand Luther darauf, dass er jeglichen Widerruf ablehne, solange seine Schriften nicht aus der Heiligen Schrift oder aus Vernunftgründen widerlegt werden, und blieb auch in den Nachverhandlungen zu seinen berühmten Auftritten vor dem Reichstag, am 24. und 25. April 1521, bei seinem Standpunkt. Am 26. April reiste er aus Worms ab.

## Verabschiedung
Am 30. April teilte der Kaiser den Reichsständen mit, dass er als Vogt der Kirche gegen Luther vorzugehen gedenke und fragte sie um Rat. Die Stände erklärten sich einverstanden, dass der Kaiser einen entsprechenden Entwurf vorlege. Geschrieben wurde es vom Nuntius Hieronymus Aleander. Um Formulierungen wurde noch bis zum 8. Mai 1521 gerungen, als das Mandat in deutscher und lateinischer Fassung vorlag. Der Nuntius gab es sogleich in Druck. Die Druckvorbereitungen mussten aber abgebrochen werden, als der kaiserliche Großkanzler Mercurino Arborio di Gattinara ihm mitteilte, dass zunächst noch die Zustimmung der Reichsstände einzuholen sei.
Am 21. Mai 1521 erfolgte der Reichstagsabschied, bereits am 23. Mai 1521 reisten die – mit Luther sympathisierenden – Kurfürsten von Sachsen und der Pfalz ab und am 25. Mai 1521 fand die Schlusssitzung des Reichstages statt. Erst nach diesem offiziellen Ende des Reichstags, aber noch am 25. Mai, eröffnete der Kaiser den verbliebenen Reichsständen das Mandat, nunmehr als „Edikt“ bezeichnet. Ohne Diskussion und Änderung erklärte Kurfürst Joachim I. von Brandenburg die Zustimmung der Reichsstände. Am folgenden Tag wurde es ausgefertigt – es trug allerdings das Datum des 8. Mai 1521 und erweckte so den Anschein, noch während der Sitzung des Reichstages zustande gekommen zu sein. Aufgrund dieser Diskrepanzen kam es in der Folgezeit zum Streit über dessen Gültigkeit.

## Durchführung
Das Wormser Edikt konnte nicht im gesamten Reich durchgesetzt werden. Die Territorien, die sich der Reformation zuwandten, ignorierten es. Luthers Landesherr, Kurfürst Friedrich von Sachsen, verbat sich gegenüber dem Kaiser die Zustellung des Edikts – was dieser auch beachtete, womit es im Kurfürstentum Sachsen auch formal nie Rechtskraft erlangte.
Auf dem Reichstag von Nürnberg 1524 wurde das Wormser Edikt in den Reichstagsabschied aufgenommen – die von seinen Gegnern beanstandeten formalen Fehler seines Zustandekommens in Worms 1521 waren damit behoben.
Auf dem Reichstag von Speyer 1526 gestand Ferdinand I. als kaiserlicher Stellvertreter den Ständen zu, das Edikt jeweils so umzusetzen, wie sie es vor Gott und dem Kaiser verantworten könnten. Das Wormser Edikt war damit für die evangelischen Territorien insgesamt obsolet. Der Reichstag von Speyer 1529 bekräftigte noch einmal das Edikt, was aber ebenfalls nur in den römisch-katholischen Territorien wirksam wurde. Der damals ausgedrückte Widerspruch („protestatio“) der evangelischen Reichsstände machte aus ihnen „Protestanten“.